# Vyacheslav Glazkov
Vyacheslav Glazkov (em ucraniano: В’ячеслав Глазков, Lugansk, 15 de outubro de 1984) é um boxista ucraniano que representou seu país nos Jogos Olímpicos de Verão de 2008, realizados em Pequim, na República Popular da China. Competiu na categoria superpesado onde conseguiu a medalha de bronze após perder nas semifinais para o chinês Zhang Zhilei.